# Амарант малійський
Амара́нт малійський (Lagonosticta virata) — вид горобцеподібних птахів родини астрильдових (Estrildidae). Мешкає в Сенегалі і Малі.

## Опис
Довжина птаха становить 10-11 см, вага 8,5-10,9 г. У самців тім'я і верхня частина тіла сірувато-коричневі, надхвістя і верхні покривні пера хвоста темно-карміново-червоні, стернові пера чорні, крайні стернові пера мають червоні краї. Передня частина голови і нижня частина тіла червоні, живіт і стегна сірі, гузка чорні. Груди з боків і боки поцятковані невеликими округлими білими плямками. Очі темно-карі, навколо очей вузькі рожеві кільця, дзьоб чорнуватий, біля основи блакитнуватий. Самиці є дещо блідішими за самців. у молодих птахів верхня частина тіла білих сіра, нижня частина тіла сірувато-коричневі, червоний відтінок в їх оперенні відсутній.

## Поширення і екологія
Малійські амаранти мешкають на південному сході Сенегалу і на півдні Малі, в басейні Нігеру. Вони живуть в скелястій, кам'янистій місцевості, в чагарникових заростях у підніжжя пагорбів і в акацієвих заростях. Зустрічаються парами або невеликими сімейними зграйками до 10 птахів. Живляться переважно насінням трав, яке шукають на землі, іноді також ягодами, плодами і дрібними комахами, зокрема термітами. 
Сезон розмноження у малійських амарантів триває з липня по грудень. Самці виконують демонстраційні танці, присідаючи перед самицею, тримаючи в дзьобі травинку або перо і водночас співаючи. Гніздо кулеподібне, робиться парою птахів з переплетених травинок і рослинних волокон, розмішується в густій траві або в чагарниках. В кладці від 3 до 5 білуватих яєць. Інкубаційний період триває приблизно 11-13 днів, насиджують і самиці і самці. Пташенята покидають гніздо через 3 тижні після вилуплення, однак батьки продовжують піклуватися про них ще деякий час. Малійські амаранти іноді стають жертвами гніздового паразитизму чагарникових вдовичок.